# Palenque
Palenque (IPA [paˈleŋke]) – feltételezett eredeti nevén B’aakal – maja romváros Mexikóban; amely a 7. században vált emelkedett ki és K'inich Janaab Pakal király uralkodása (615-683) idején élte virágkorát. 835-ben a város elnéptelenedett és fokozatosan benőtte az őserdő. Az egykor 15 négyzetkilométer területű Palenque romjainak nagy része még ma is feltáratlan. Kiemelt szerepét az adja, hogy az eddig restaurált szertartási központ (a Palota, a Feliratok temploma, a Kereszt temploma, a Leveles kereszt temploma és a Naptemplom - az ún. Főcsoport épületegyüttes) romjai között találtak rá a maja művészet eddig feltárt legjelentősebb alkotásaira, és a maja írásbeliség leghosszabb szövegemlékére. „Az ősi maja városban található legjelentősebb épületeket kívülről hieroglif feliratok borítják, melyeket csak nemrégiben sikerült dekódolni, s ezek ismeretében már van esély arra, hogy a tudósok megfejtsék a Palenque és lakóinak történelmét korábban körüllengő rejtélyek jelentős hányadát.” A város és a környező nemzeti park 1987 óta az UNESCO kulturális világörökségének része.

## Fekvése
Palenque az őserdő szélén, Chiapas állam első magaslatain fekszik, Ciudad del Carmentől mintegy 130 kilométerre délre. A városon átcsörgedező keskeny folyó, az Otulum, az Usumancita mellékfolyója, amely átszeli a Tabasco-síkságot és a Mexikói-öbölbe torkollik.

## Neve és etimológiája

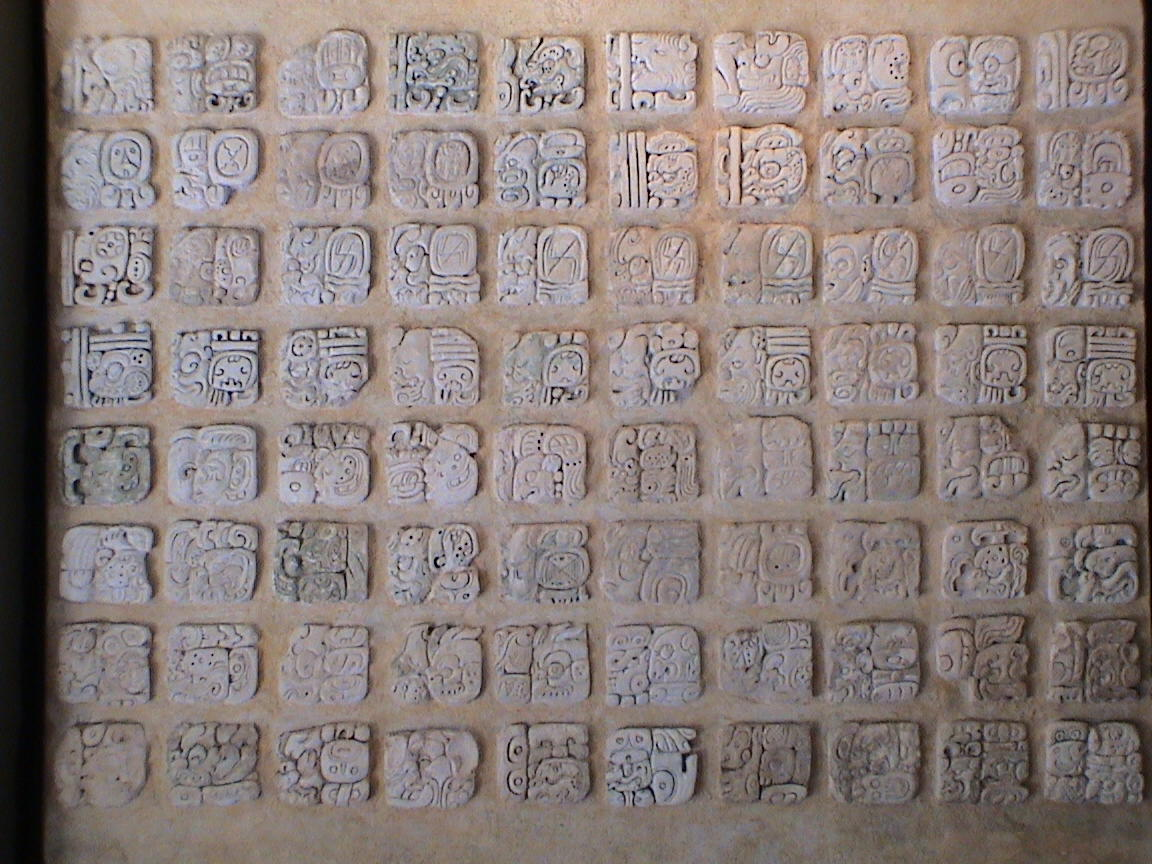
Maja hieroglifák

Az ősi város lakói a maja civilizációhoz tartoztak. A több tucatnyi maja állam közül Palenque – a yucatáni Chichén Itzá, vagy a guatemalai Tikalhoz hasonlóan – magasan kiemelkedett. A város igazi nevét nem ismerjük, a Palenque nevet később, a spanyol hódítás idején kapta. 1567-ben Pedro Lorenzo de la Nada atya fedezte fel az erdővel benőtt város romjait, amelyet a környékbeliek Otolum néven említettek; – jelentése szabad fordításban „vidék erős házakkal”. De la Nada ez alapján adta a városnak a Palenque nevet, amelynek jelentése spanyolul ’cölöpsor, oszlopkerítés’ (a spanyolba a katalán palenc szóból került, amelynek töve a latin palus, ’bot, pálca, rúd’ jelentésű szóra vezethető vissza).
Más források szerint a Palenque nevet a városromok peremén épült Santo Domingo de Palenque nevű mezőgazdasági település után kapta.
A templomromok között talált hieroglifák alapján a kutatók szerint a város eredeti neve Baakal azaz „csont” lehetett.

## Története

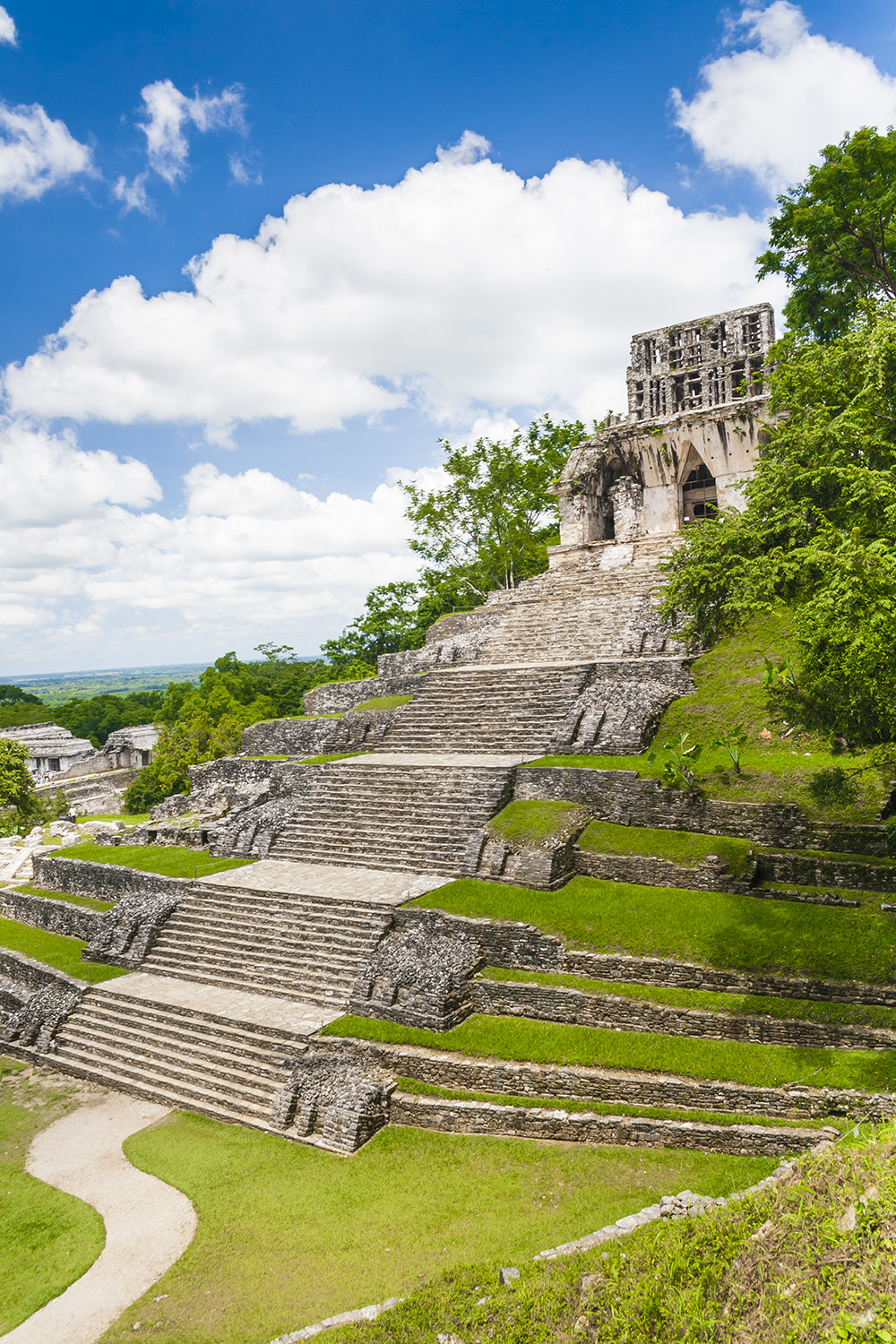
Palenque látképe

A város korai története a múlt homályába vész, de modern kori „archeológiai kutatások eredményei azt bizonyítják, hogy Palenque körzete már a kései preklasszikus korban, azaz i. sz. 150-250 között benépesült.”
A település első név szerint ismert uralkodója K'uk' B'ahlam (431-435) az ún. Toktan Ajaw dinasztia alapítója volt. A király és utódai nevén kívül a város 5. és 6. századi történelméről semmit sem tudunk, mert 599-ben Calakmul városállam harcosai megszállták Palenquét, amelynek visszafoglalásáért közel 12 éven át háború folyt; a harcok során a város jelentős része elpusztult. Palenque ma ismert formája a 611-ben megkezdett újjáépítés során alakult ki - a város „kulturális és építészeti értelemben az i. sz. 615 és 800 közötti időszakban érte el virágkorát. Ekkor épültek fel a település legfontosabb létesítményei és ebből az érából származnak azok a szövegemlékek, amelyek a város uralkodóinak nevét és cselekedeteit örökítették meg.”
615-től 683-ig uralkodott Palenque leghatalmasabb királya, Kin Pakal – a Nap Pajzsa – aki anyja, Zik-Kuk királynő régenssége mellett, 12 évesen került a trónra. 624-ben Oktán hercegnővel kötött házasságából két fia született. Közel 70 éves uralkodása alatt a város vallási központtá fejlődött azáltal, hogy a természet körforgásán alapuló ősi rítusokat a maja misztikába emelték. Palenque piramistemplomokkal gazdagodott. A legjelentősebb templom (a Feliratok temploma) a dinasztia dicsőségét hirdette, s egyben a király sírboltjaként szolgált; ezért míves stukkókkal, domborművekkel és vésett kőlapokkal díszítették.
Pakal halála után fiaira szállt a hatalom. Uralkodásuk alatt a város megtartotta vezető vallási szerepét és tovább fejlődött: új épületeket emeltek és néhány meglévőt kibővítettek.
A már megfejtett hieroglifák tanúsága szerint, Palenquét a 8. század elejétől sorozatos támadások érték. 711-ben a szomszédos Toniná betörése során a király, K'inich K'an Joy Chitam II (Pakal ekkor már idős kisebbik fia), börtönbe került és nyoma veszett. Palenque 10 évre uralkodó nélkül maradt. 722-ben a királyi család egyik mellékági leszármazottja K'inich Ahkal Mo' Nab' III megkoronázásával, egy új dinasztia került hatalomra. Az új király, fia majd unokája uralkodásának idejét zavargások és háború jellemezte. A század végén 799-ben Palenque elesett és Pomona városállam fennhatósága alá került. 835-ben a várost elhagyták lakói, és fokozatosan benőtte az őserdő.
A város elnéptelenedésére többféle magyarázat született. Kezdetben azt feltételezték, hogy a túlnépesedés és az aszály miatt élelmiszerhiány alakult ki (a pollenek és a talaj vizsgálatából csakugyan az derült ki, hogy hosszú aszályos időszakok követték egymást, de ezek nem voltak annyira súlyosak, hogy a város elhagyását indokolták volna). Újabban az az elfogadott nézet, hogy a paraszti tömegek fellázadtak a papi osztály ellen (a király egyben főpap is volt), mert elfogadhatatlannak tartották azok előjogait és az emberáldozatokat.
A terület 1520-ban a Spanyol Birodalom uralma alá került.

## Művészet és építészet
A mai látogató különös csodálattal tekint a maják építészetére, elsősorban azért, mert az előspanyol kultúrák térszemlélete teljesen eltér az általunk megszokottól; ott a terek átjárhatósága és természetet utánzó egyszerűsége volt a legfontosabb szempont. A „gondosan teraszolt teret vagy udvart masszív föld- vagy kőhabarcs építmények vették körül. Ezek nem kisebb belső termeik miatt voltak jelentősek, hanem az arányaik és a felhalmozott építőanyag tömege, valamint a külső kidolgozottság és tagolás miatt. Ezek a külső terek, melyeket a maja építészetben hangsúlyos vertikalitással magasba szökő piramisokkal kombináltak, nem különülnek el egymástól, hanem grandiózus orthogonális tengelyekkel, sokszor csillagászati tájolással és térrendezéssel vannak összekötve és egy tájjá komponálva. Az architektonikus térrendezés ily módon a mindent átfogó természet rendezőrendszerébe volt beillesztve, melyben a jó és a rossz természetfeletti ereje működik.”
A maják fő építészeti alapanyaga a mészkő és a fa volt. A maja kőfaragók nyílt kőbányákból fejtették ki a köveket. A tömbök tartós illesztéséhez és az épületek díszítéséhez az „égetett és utána vízzel oltott meszet homokkal és kőzúzalékkal keverték össze … amit habarcsként kővel dolgoztak fel és a levegőn megkeményedve egy betonhoz hasonló merev anyaggá alakítottak.”
Palenque legfontosabb épületei és leletei:

### A Palota

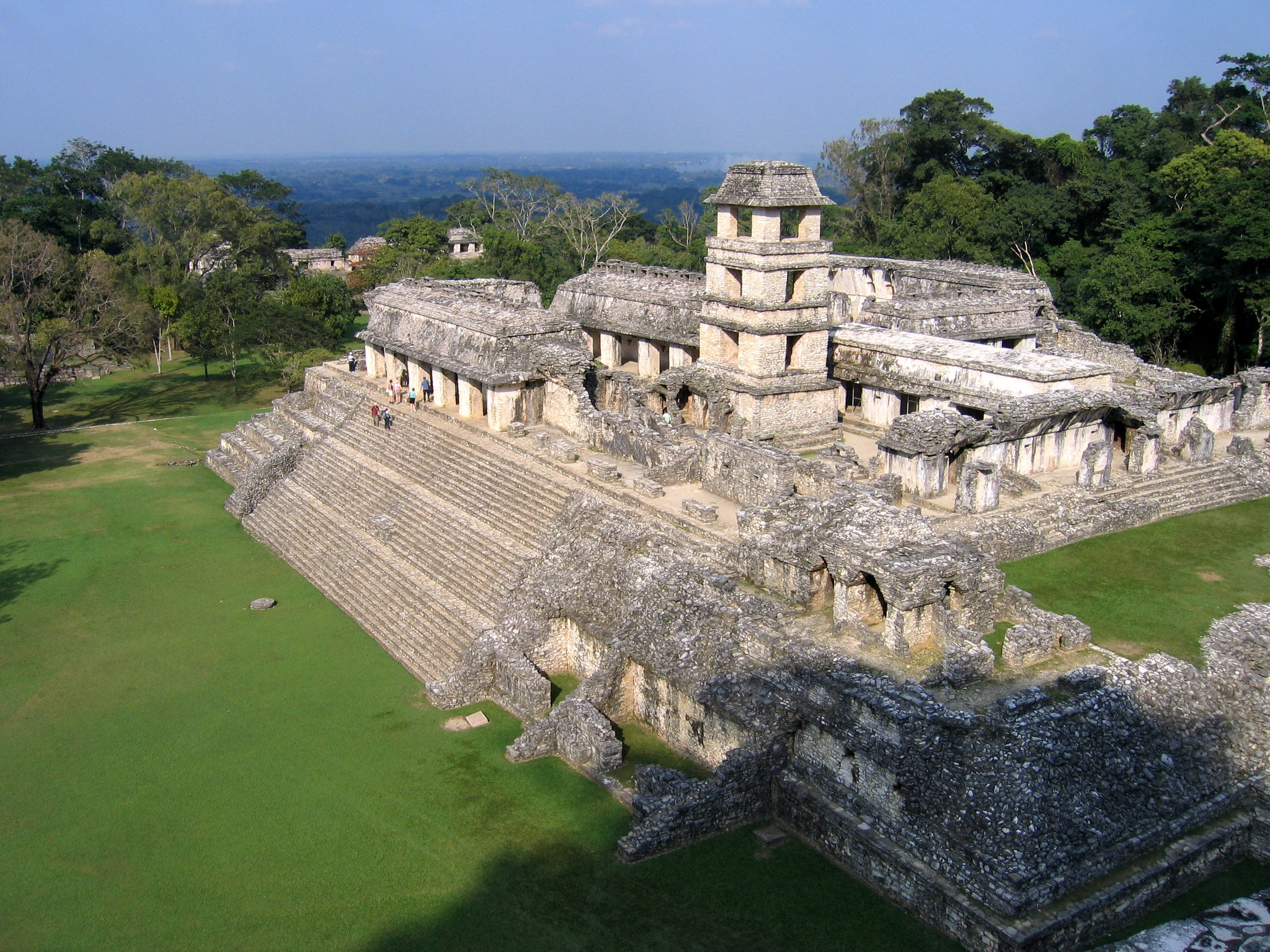
A Palota a négyemeletes megfigyelőtoronnyal

A palenque-i szertartási központ szíve a 10 méter magas, 100 méter hosszú és 75 méter széles teraszra épült Palota, amely a 6. század vége és a 9. század között emelt épületek együttese. Általánosan elfogadott feltételezés szerint az építmény közigazgatási célokat szolgált. "A boltíves álmennyezettel fedett galériák három hatalmas belső udvar köré csoportosulnak. A négyzetes keresztmetszetű pilléreken és a tetőszerkezet felületein ma is láthatóak az eredeti féldomborműves díszítőelemek, amelyeket színes stukkók borítottak.” A labirintusszerű épületkomplexum legfeltűnőbb része a 782-ben épült, szögletes alapzatú négyszintes, 15 méter magas torony, amelyet a maják katonai őrhelyként, vagy csillagászati megfigyelőhelyként használhattak. A Palenquei Palota festett stukkódíszei az uralkodók emlékezetes tetteit örökítik meg. Az egyes színek szimbolikus jelentést hordoztak: a vörös a királyokhoz, illetve az antropomorf alakok emberi oldalához kapcsolódott; a sárga a köztes világ állatait és növényeit jelölte; a kék az istenek székhelyének tartott ég és az isteni attribútumok színe volt. A Palotában 262 hieroglifát találtak, amely a Feliratok templomában talált további 620 írásjellel együtt a maja civilizáció írásbeliségének leggazdagabb leletanyaga.

### A Feliratok temploma

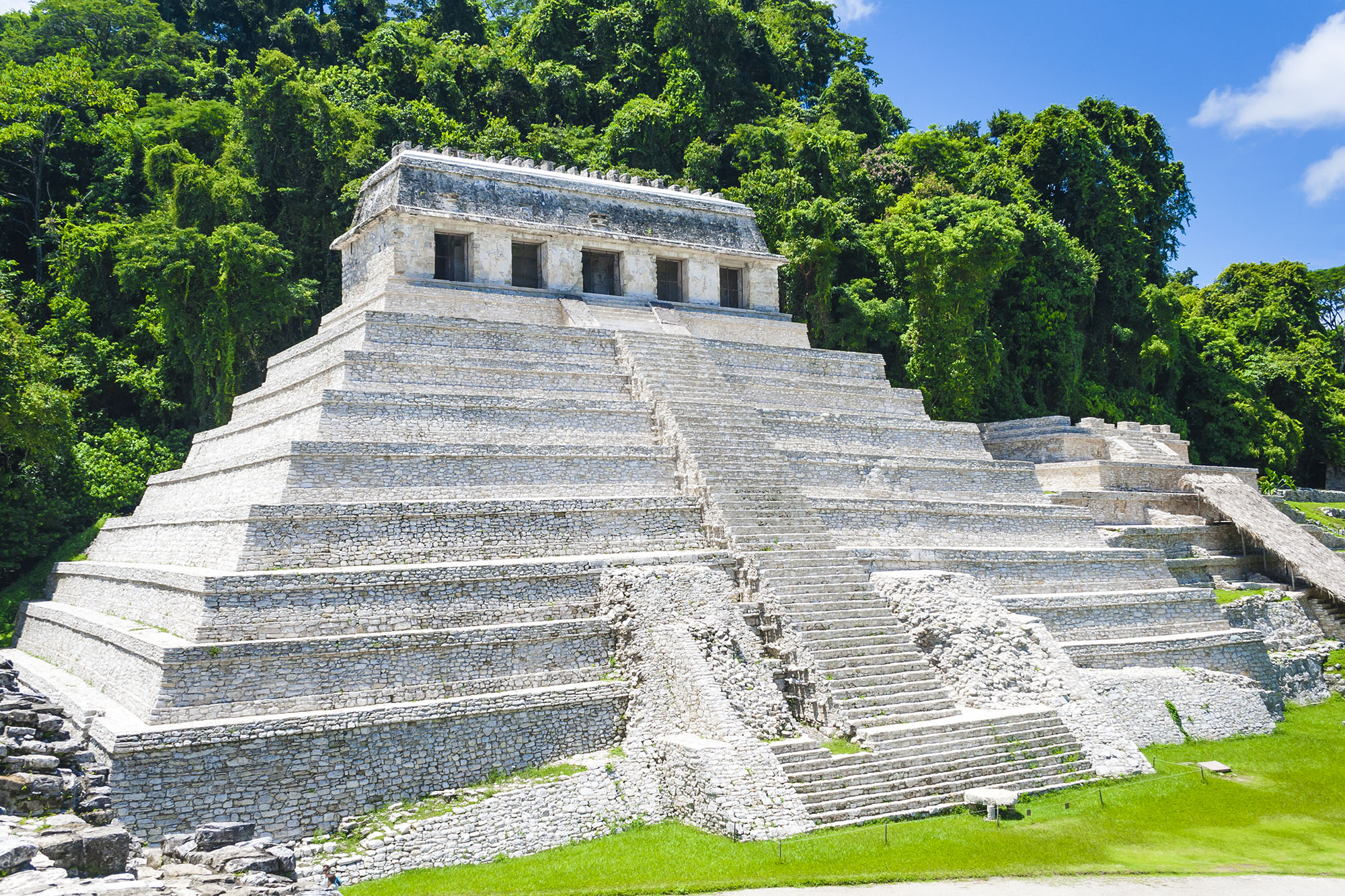
A Feliratok temploma

A Palotával szemben a tér déli oldalán áll Palenque legjelentősebb szakrális épülete, a Feliratok temploma. A templom egy 22 méter magas, tömzsi, kilenc lépcsős építmény tetején emelkedik, amelyhez 69 fokú keskeny lépcsősor vezet. Bejáratát hat Pakal királyt ábrázoló stukkókkal díszített nagy oszlop támasztja alá. A templom négyszögletes belső terének hátsó falát összesen 620 hieroglifából álló feliratok borítják, amelyek a város történetének 180 évét írják le.
Egy mexikói régész, Alberto Ruz Lhuillier 1949-ben felfedezett a padló közepén egy kőlapot, amelyről kiderült, hogy valójában csapóajtó. Miután három évi munkával elhordták az alatta talált hatalmas mennyiségű törmeléket, a csapóajtón leereszkedve egy hosszú lépcsőn át lejutottak a piramis belsejébe. Itt, két méterrel a talajszint alatt egy előcsarnokba jutottak, ahol hat, láthatólag nemesi származású (lapított koponyájú, homlokközépig érő orrcsontú, berakásokkal díszített fogú) fiatalember csontvázára – minden bizonnyal rituális emberáldozatok bizonyítékaira – bukkantak. Az előcsarnokból tovább, egy háromszögletű zárókő túloldalán találtak rá a királyi sírkamrára, amely több mint ezer évig(!) érintetlen maradt. A kamra 9×4 méter alapterületű, 7 méter magas, falait az alvilág kilenc őrét, az Éjszaka urait ábrázoló reliefek díszítik. A kripta közepén állt a király szarkofágja, amelyet öttonnás gazdagon faragott kőlap védett.
A szarkofág tetején látható dombormű a maja művészet egyik legjelentősebb alkotása: a tudósok a dombormű alapján derítették ki, hogy a sír I. K'inich Janaab Pakal királyé, megtudták mikor született és halt meg az uralkodó, valamint élete egyes részleteit; ám ami a legfontosabb, bepillantást nyertek a maja nép vallásos hiedelmeinek titokzatos világába. A dombormű közepén látható az elhunyt király, aki pompás öltözékben éppen elhagyja az életet és megkezdi útját a holtak birodalmában. Magasan Itzamná isten segítségével alakja fölé magasodik a földet az éggel összekötő ceiba, az élet szent fája. A kőlap körüli hieroglifák, portrék és csillagászati ábrázolások mind a király és dinasztiája dicsőségét hirdetik.
Lhuillier beszámolt róla, hogy a sírban talált csontváz egy igen magas, elhunytakor 40 éves személyé lehetett, akinek „testét és arcát zöld jáde ékszerek borították, melyek éles kontrasztot alkottak a sír cinóbervörös csíkozásával. A leghatásosabb azonban a jade-mozaikból (200 jadekődarabból) készült halotti maszk. A szemgödröket obszidiánból és kagylóból rakták ki, s ezek a maszkot hátborzongatóvá varázsolták.” (Nyitott kérdés, hogy ha Pakal király 80 éves korában halt meg ahogy azt a dombormű feliratai és a városban talált más feljegyzések állítják, akkor kinek a csontjai voltak a szarkofágban? - a feliratok és a csontváz kora ellentmondásba ütköznek.) A sír mellett két stukkófejet is találtak, az egyik egy fiatal- , a másik egy öregembert ábrázolt. (Egyes kutatók szerint az elhunyt két életkorának megjelenítése, míg mások szerint a feláldozott nemesek jelképe.) A kriptát stukkó csőrendszer kötötte össze a templommal, ami valószínűleg a szellőzést szolgálta, de az is lehet, hogy a papok ezen keresztül „kommunikáltak” a király szellemével.
A régészek 1994-ben, egy a piramistemplom közelében álló kistemplomra, benne egy második sírkamrára és egy szarkofágra találtak. Itt azonban sem hieroglifák, sem díszítések nem voltak, ami támpontot adhatna az elhunyt kilétére vonatkozóan.

### A Kereszt épületegyüttes

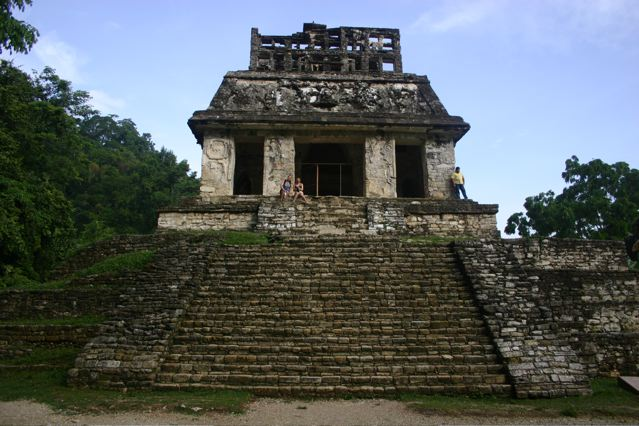
A Nap temploma

A Kereszt temploma, a Leveles Kereszt temploma és a Nap templomából álló, úgynevezett Kereszt épületegyüttes; három kisebb, egyszentélyes piramistemplom, a központi téren a Palotától délkeletre emelkedik. A templomokban talált feliratok alapján a szentélyeket i. sz. 672 és 692 között Chan Bahlum, a „Jaguárkígyó”-nak is nevezett uralkodó, Pacal nagyobbik fia számára építették, és Palenque három helyi istenének tiszteletére szentelték. A templomok nevei a falak mentén végigfutó díszítésekre utalnak, és a maja kozmológia témáit idézik. Mindhárom templom szentélyében egy-egy kőtábla áll, amelyen hieroglifák és két maja férfi művesen faragott alakja látható – táblák a király áldozati felajánlásait mutatják be, amint a szent áldozat előtti és utáni két „megtestesülése” egy-egy szertartási eszközt tart. A Nap templomban ábrázolt tárgy az Alvilág Jaguáristenének a maszkja, a másik két templomban egy kereszt alakú fa, jelképes életfa madárral.

### További templomok és építmények
Palenque központjában számos más fontos létesítmény is helyet kapott. Ilyen például:
- a Vízvezeték nagy kőtömbökből épített három méter magas csatorna, amellyel az Otulum folyó vizét Palenque központi szertartási tere alatt átvezették.
- az Oroszlán temploma, a Főcsoporttól 200 méterre délre emelkedik, egyik domborművén egy oroszlánfejekkel díszített trónuson ülő király látható.
- a rituális labdajátékoknak helyet adó Stadion, vagy
- a Gróf Temploma - Palenque egyik elegáns temploma; nevét a terület egyik kutatója Jean Frederic Waldeck után kapta, aki kutatásai idején, néha ebben az épületben lakott.

## Feltárás és rekonstrukció

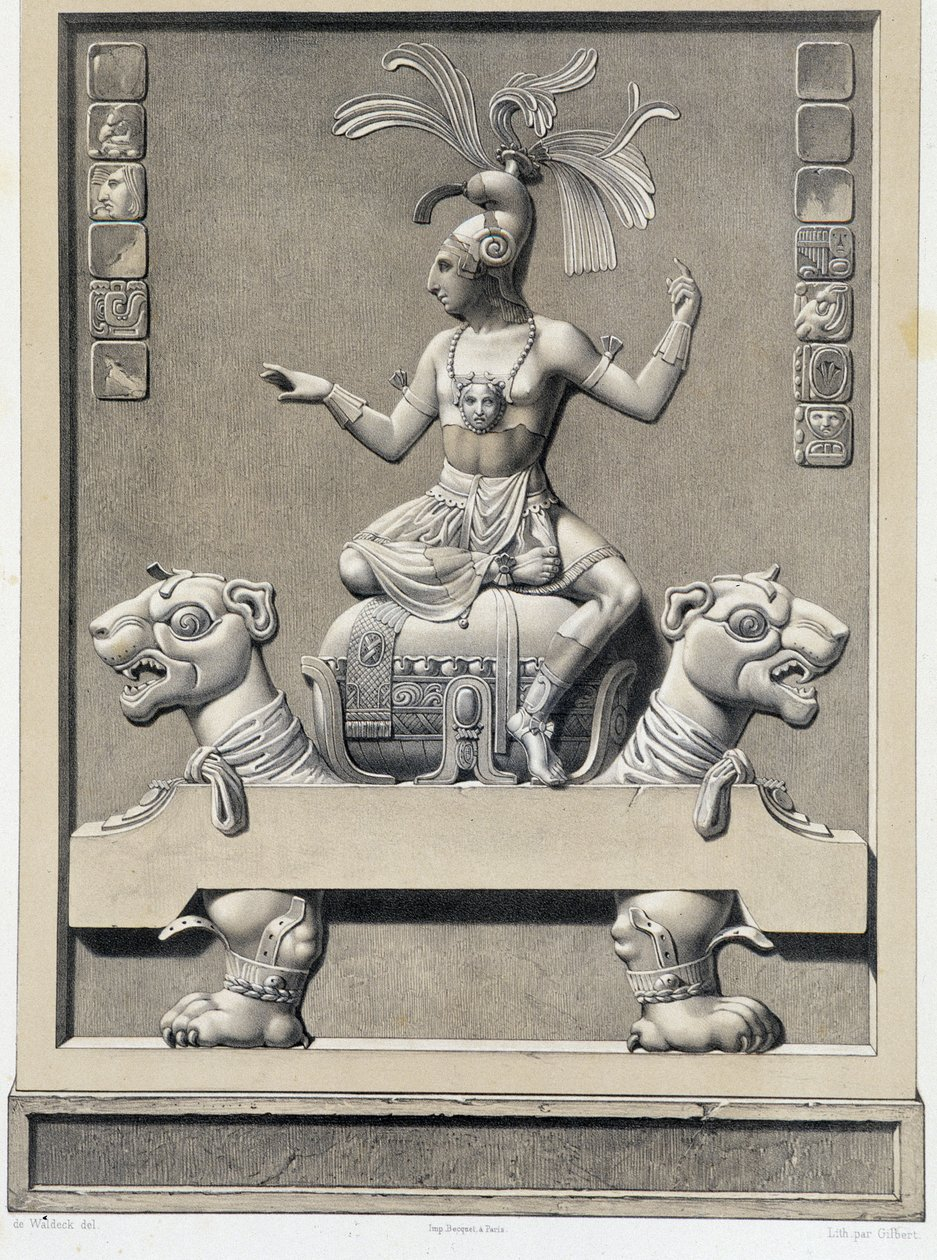
Jean Frederic Waldeck: Az Oroszlán templomában talált dombormű rajzolt másolata

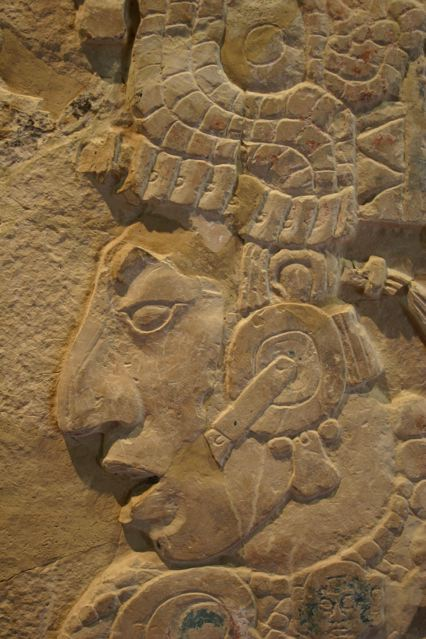
II. K'inich Kan Balam, részlet a Templom XVII. táblájáról

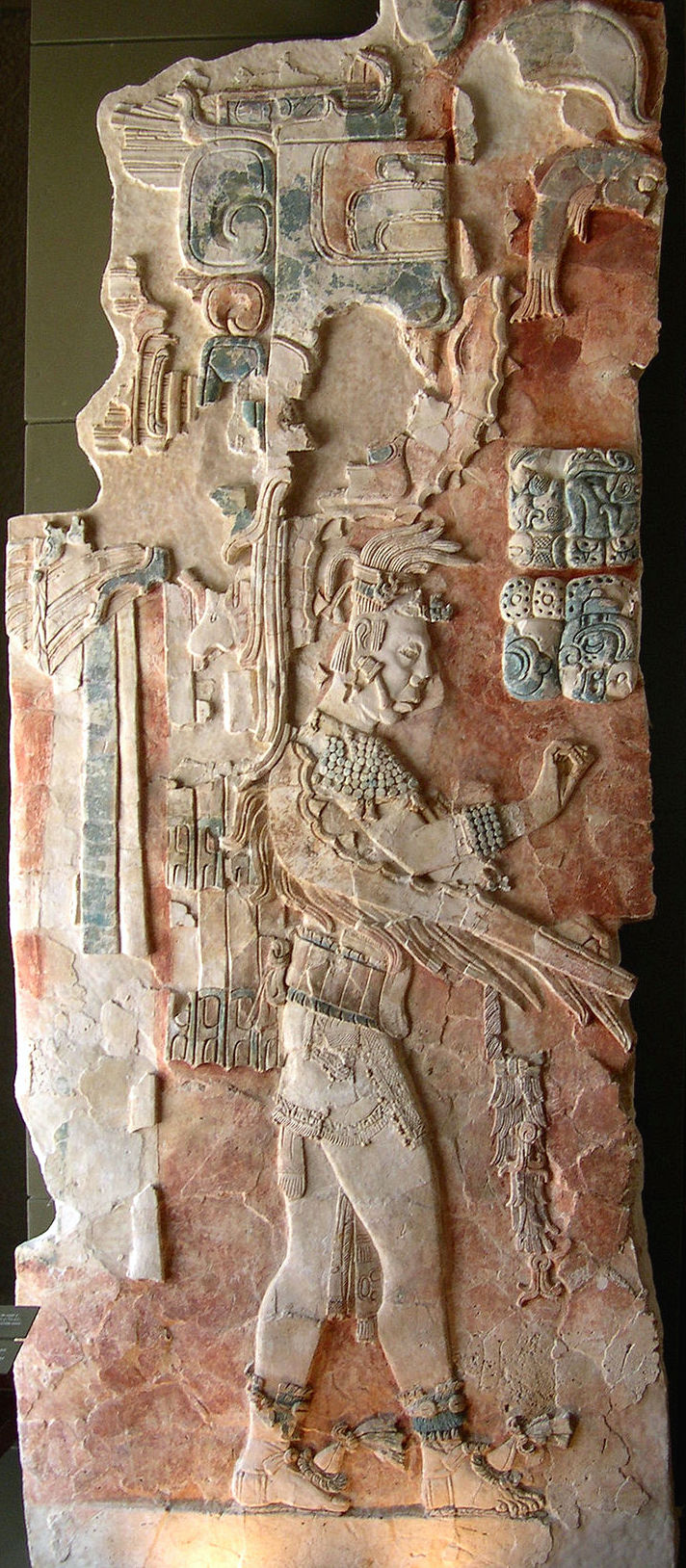
III. Upakal K'inich, K'inich Ahkal Mo' Naab király fiát (Upakal K'inich Janaab' Pakal) ábrázoló dombormű a Palenquei Múzeumból

Palenque talán a legkutatottabb maja régészeti emlék. Pedro Lorenzo de la Nada atya őserdővel benőtt városról szóló 1567-es első híradása után Padre Solis spanyol plébános - aki hivatalául Santo Domingo de Palenquét kapta – volt, aki 1746-ban néhány szokatlan formájú épületről számolt be püspökének. Amint híre ment felfedezésének, Chiapas kormányzója megbízásából kutatóexpedíciók egész sora indult, s a romvárost igen nagy számban keresték fel utazók, kalandorok, politikusok és turisták is. A várost és környezetét legelsőként Antonio Bernasconi itáliai építész mérte fel 1785-ben; ő készítette el a lelőhely első térképét és az első rajzokat is az itt látható domborművekről. „Néhány évvel később, II. Károly spanyol király egy Antonio del Rio nevű szerencselovagot küldött ide, hogy tanulmányozza számára a Chiapas környéki dzsungel mélyén megbúvó rejtélyes romokat. Bizonyos értelemben ezzel az expedícióval vette kezdetét a prekolumbián - azaz Kolumbusz előtti - civilizáció régészeti feltárása.”
1805-1807-ben IV. Károly megbízásából DuPaix ezredes és Luciano Castañeda rajzoló érkezett Palenquebe a város épületeinek tanulmányozására. A két utazó lerajzolta a romváros legjellegzetesebb műemlékeit, romjait, domborműveit. Vázlataikat először Párizsban publikálták, majd 1822-ben Londonban, Descriptions of the Ruins of an Ancient City, discovered near Palenque címmel, Bernasconi és Castañedas rajzaival megjelent a Palenqueról szóló első könyv.
A legszebb és legismertebb rajzokat Jean Frederic Waldeck készítette, aki 1832-33 és 1834-36 között a romos Palenqueben lakott (lásd A Gróf Temploma) és számtalan rajzot, rézkarcot készített a városról, a királyokról, az ősi maja istenekről és a mitológiai alakokról. Könyvbe rendezett alkotásait 1866-ban adták ki. A 19. század folyamán neves felfedezők sora kereste fel a várost, közöttük Frederick Catherwood illusztrátor, vagy az amerikai író és utazó, John Lloyd Stephens, akinek 1841-ben megjelent könyve a maja kultúrát egy csapásra a figyelem középpontjába helyezte.
Désiré Charnay készítette Palenque első fényképeit 1858-ban. További két látogatása – 1881-82 és 1890-91-ben – során társával Alfred Maudslayjel közösen nagyon kifejező képeket készítettek a romokról, a műalkotásokról és a hieroglifákról; ezzel megalapozva a további kutatásokat.
A 20. századi régészeti kutatóexpedíciók egyik legnevezetesebb alakja Alberto Ruz Lhuillier mexikói régész volt, aki 1949 és 1952 között, a Nemzeti Antropológiai és Történettudományi Intézet (INAH) megbízásából dolgozott Palenque feltárásán. Az ő nevéhez fűződik Kin Pakal király sírkamrájának felfedezése és feltárása. Lhuillier munkáját 1970-től Jorge Acosta vette át. Az 1970-es években a maja kultúra kutatói - többek között az amerikai Floyd Lounsbury és Linda Schele - sokat megfejtettek a palenquei templomok falába vésett feliratok közül. Az ő nevükhöz fűződik a szarkofág domborműveinek értelmezése, valamit a Kereszt épületcsoport templomaiban talált feliratok és vésetek megfejtése. Linda Schele „kimutatta, hogy minden hieroglifcsoport négy hieroglifából áll, s hogy ezek nem oly elemek összetételei, amelyek mindegyike egy bizonyos szótagnak vagy hangnak felel meg, hanem ideografikus jelek, vagyis eszméket fejeznek ki.”
1973-ban Merle Greene Robertson javaslatára rendezték meg az első Palenquei Kerekasztal Konferenciát, amelynek keretei között néhány évente találkoznak a maja-kultúra vezető kutatói, és megbeszélik, egyeztetik tudományos eredményeiket.
Az ásatási területen 1970-ben kis múzeum épült, de a palenquei romok legértékesebb leletei nem itt, hanem Mexikóvárosban, a Mexikói Nemzeti Régészeti Múzeumban tekinthetők meg.
2003 nagy szenzációja volt, hogy újabb érintetlen királysírra találtak a Palenque-et kutató régészek. „Az előzetes szakértői vélemények, a bonni egyetem specialistáinak nézetei szerint a nagy pompával elkészített sírbolt nagy valószínűséggel Palenque egyik korai királyának I. K'an Joy Chitamnak az emlékét őrzi. I. K'an Joy Chitam időszámításunk szerint 529 és 565 között uralkodott a város(állam) fölött.”
Palenque Mexikó egyik legkedveltebb idegenforgalmi központja; feltárásán és restaurálásán az elmúlt évtizedekben folyamatosan kutatók és régészek dolgoznak, mégis építészeti emlékeinek mindössze kis része tekinthető feltártnak.

## Érdekesség
- A feliratok templomának kriptájában 1952-ben talált dombormű tetején látható alakról a neves svájci publicista Erich von Däniken azt állítja, hogy nem az elhunyt királyt ábrázolja, hanem egy űrhajón utazó földönkívülit.

## Forrás
- ↑ Martin–Grube: Simon Martin – Nikolai Grube: Maja uralkodók krónikája. Budapest: Móra. 2010.   155–176. o. ISBN 978 963 11 8683 3